# Éditions MF
Éditions MF est une maison d'édition française créée en 2005 par Omer Corlaix, Bastien Gallet et Élie Kongs. Elle s'inscrit dans le prolongement de la revue Musica Falsa créée en 1997 et arrêtée depuis 2004.

## Catalogue
Il comprend en 2015 une soixantaine d’ouvrages couvrant trois grands domaines : la fiction (œuvres de Céline Minard, Pierre Parlant, Denis Jampen, Jacques Ferry, Dimitri Bortnikov, Pierre Cassou-Noguès, Elsa Boyer, Marie Gil), l’art (livres d’artiste et catalogues d’exposition, dont Les Incroyables et les Merveilleuses de Pierre Reimer) et la musique moderne et contemporaine (savante et populaire) avec les premiers livres de Pacôme Thiellement (Poppermost et Économie Eskimo ), les Écrits du compositeur Gérard Grisey et les ouvrages de Philippe Langlois et Martin Kaltenecker.

### Collections
MF regroupe quatre collections :
- « Répercussions » est consacrée à la musique ;
- « Inventions » est dédiée à l’expérimentation littéraire et philosophique ;
- « Délai » publie des livres dont la forme est déterminée par la nature du projet qu’ils mettent en œuvre. L’objet livre – sa forme comme sa matière – est son sujet ;
- « Paroles » est une collection de livres d’entretiens avec des artistes et des penseurs.

La collection « Dehors », créée par MF, a pris son indépendance et est devenue en 2012 une maison d'édition à part entière, les Éditions Dehors.